# Millet (empresa)
Millet és una empresa amb seu a França, fundada el 1921 i especialitzada en equipaments per a realitzar esports a l'aire lliure, com ara motxilles, jaquetes i sacs de dormir, propietat de Lafuma. També ofereixen una àmplia varietat d'altres equips, guanyant comparacions d'empreses amb seu als Estats Units, com ara Timberland i Columbia Sportswear. Es va fer famosa els anys 40 perquè molts alpinistes de renom la feien servir, degut a la seva qualitat.